# Pedro Casani
Pietro Casani , nombre religiosos Pietro della Natività di Maria Sch. P. (Lucca, 8 de septiembre de 1570-Roma, 17 de octubre de 1647) fue un presbítero italiano de la Orden de los Clérigos Regulares pobres de la Madre de Dios de las Escuelas Pías; fue proclamado beato por Juan Pablo II en 1995.

## Biografía
Nacido en Lucca, Italia, en 1572. Impresionado por la muerte temprana de su madre, él se sentía llamado entrar en la Congregación de la Virgen Bendita, fundado en Lucca por San Juan Leonardi. Antes de entrar en el noviciado había estudiado con los franciscanos en Lucca. Se ordenó en la Basílica de Lateran y se realizó su ministerio sacerdotal predicando, oyendo confesiones y en el cuidado pastoral de juventud para quienes fundó la Congregación de Nuestra Señora el Nieve en Lucca.
Después de la muerte de San Juan Leonardi en 1609, sus hijos ofrecieron su ayuda pastoral a las Escuelas Pías. Con el fin de asegurar su continuidad, San José de Calasanz los unió con la Congregación en Lucca. Pablo V aprobó esta unión en 1614.
Fr Casani fue nombrado rector de San Pantaleon, oficina principal de las Escuelas Pías. Pero los padres en Lucca muy pronto comprendieron que ellos no pudieran aceptar el ministerio de las escuelas definitivamente sin traicionar su propio carisma fundador. Pablo V separó las dos instituciones en 1617. Fr Casani decidió permanecer en las Escuelas Pías como parte del grupo de Calasanz y jugó un papel eficaz en la transformación gradual del instituto de una congregación secular simple sin votos a un orden con votos solemnes.
San José de Calasanz continuó, durante 30 años, dándole cada vez más responsabilidades a Fr Casani y lo designa como el primer rector de la casa matriz de San Pantaleon, primer auxiliar general, primer maestro de novicios y primer provincial de Génova y Nápoles, comisionado general para las fundaciones en Europa Central y el primer candidato para suceder al fundador como vicario general. Casani era un hombre pío y predicador dotado que incansablemente emprendía misiones que promueven la observancia regular en Roma y donde sea.
Su amor de pobreza religiosa era una razón para su unión espiritual con San José de Calasanz y era consistente con la dedicación preferencial hacia sus escuelas para los niños pobres. Para mantener esta pobreza rigurosa, los dos estaban en contra de aceptar generosidad excesiva de los bienhechores. Ellos también compartieron los dolores del nuevo instituto, las alegrías y frustraciones de ser incapaces de satisfacer tantas demandas para fundaciones. Sin embargo, Fr Casani no estuvo libre de líos. Fue tomado prisionero, despojado de su oficina como ayudante genrral y la orden fue reducida a una congregación simple sin votos. Durante todas estas humillaciones, Fr Casani defendió al fundador y su trabajo con resignación heroica. Él pidió en vano la intercesión favorable de amigos y del poderoso. Murió el 17 de octubre de 1647, asistido por San José de Calasanz que escribió muchas cartas comunicando su muerte pía y comenzando su causa para la beatificación. Pero Calasanz murió apenas 10 meses después y la orden dio preferencia por su causa a la de otros.
En 1738, en Szeged, Hungría, donde los escolapios han tenido una escuela desde 1720, una mujer moribunda en un hospital se recuperó de una enfermedad incurable después de besar una imagen de Fr Casani que le había sido dada por un sacerdote escolapio. Esto llevó a un proceso canónico regular que se repasó recientemente. El milagro se ha reconocido y ha sido aprobado por la Congregación para las Causas de Santos.

## Culto
Su fiesta se celebra según el Martirologio romano el 17 de octubre.
Aunque falleció el día 17, su memoria se celebra el día 16 de octubre. Es beato.